# مهمان‌پذیر طوبی
مهمان‌پذیر طوبی یک مجموعه تلویزیونی محصول ۱۳۸۱ به کارگردانی علی شوقیان، نویسندگی کیومرث پوراحمد و تهیه‌کنندگی منوچهر پوراحمد می‌باشد که در نوروز ۱۳۸۳ از شبکه یک پخش شد. موسیقی متن این سریال از ساخته‌های بابک زرین است.

## بازیگران
- داوود رشیدی
- صبا کمالی
- بهزاد محمدی
- جمشید مشایخی
- داریوش اسدزاده
- شهلا ریاحی
- رضا بابک
- بیوک میرزایی
- پرستو گلستانی
- حدیث فولادوند
- بهزاد رحیم‌خانی
- مهری مهرنیا
- لیلی رشیدی
- محسن قاضی‌مرادی
- پوراندخت مهیمن
- شراره دولت‌آبادی
- آناهیتا آزادپرور
- مرجان محتشم